# Flattop Mountain Trail
Le Flattop Mountain Trail est un sentier de randonnée américain dans le comté de Larimer, au Colorado. Il est situé au sein du parc national de Rocky Mountain, où il dessert le sommet de Flattop Mountain. Il est lui-même inscrit au Registre national des lieux historiques depuis le 27 septembre 2007.